# Libourne
Libourne (en gascón Liborna) es un municipio francés, situado en el departamento de Gironda y la región de Nueva Aquitania.

## Geografía
La ciudad de Libourne se encuentra en la confluencia de los ríos Isle y Dordoña.

## Historia
En el lugar en el que se hallaba la población romana de Fozera, Leyburn realiza en 1270 el trazado de la ciudad. Con el curso de los años, se deformó ligeramente el nombre, transformándose en Libourne. En aquella época, su vocación era la de ser puerto para el comercio del vino.
Las ciudades construidas alrededor de una plaza porticada para crear un mercado son llamadas bastidas.

## Administración
| Periodo                     | Nombre             | Partido |  |
| --------------------------- | ------------------ | ------- |  |
| noviembre 1947 - marzo 1959 | Abel Boireau       |         |  |
| marzo 1959 - marzo 1979     | Robert Boulin      |         |  |
| marzo 1979 - marzo 1989     | André Teurlay      |         |  |
| marzo 1989 - ...            | Gilbert Mitterrand | PSF     |  |

## Demografía
| 9 100 | 8 076 | 8 293 | 8 787 | 9 814 | 9 714 | 11 813 | 12 650 | 13 290 | 13 565 | 14 639 | 14 960 | 15 231 | 15 981 | 16 736 | 17 867 | 18 016 | 19 175 | 19 323 | 20 085 | 18 083 | 18 453 | 19 103 | 19 491 | 20 166 | 19 474 | 19 834 | 22 123 | 21 651 | 22 119 | 21 012 | 21 761 | 23 471 |
| Para los censos de 1962 a 1999 la población legal corresponde a la población sin duplicidades (Fuente: INSEE [Consultar]) |       |       |       |       |       |        |        |        |        |        |        |        |        |        |        |        |        |        |        |        |        |        |        |        |        |        |        |        |        |        |        |        |

## Economía
Libourne es la sede de la Cámara de Comercio e Industria de Libourne, que gestiona el aeródromo de Libourne.
Algunas grandes empresas, como "Arena" y "Ceva Santé Animale", tienen su sede en Libourne.

### Personajes famosos
- Robert Boulin (político)
- Juliette Danion (escaladora)
- Jean Freustié (novelista)
- Eugène Atget (fotógrafo)
- Ivan Peychès (académico de las ciencias)
- Noël Mamère (político y periodista)
- Jean-René Fourtou (empresario)
- Jean-Paul Garraud (diputado)
- Aimée Tessandier (actriz)
- Coronel de Groulard
- Jacques Lacaze
- Quentin Pacher (Ciclista)
- Alain Labrousse (periodista y geopolítico)

### Otras personalidades unidas a la ciudad
- General de Susbielle

### Monumentos y lugares turísticos
- La torre del puerto grande es uno de los últimos vestigios de las fortificaciones que protegían Libourne desde la Edad Media.
- El puente de piedra de Libourne es también un magnífico testimonio del rico pasado de la ciudad.

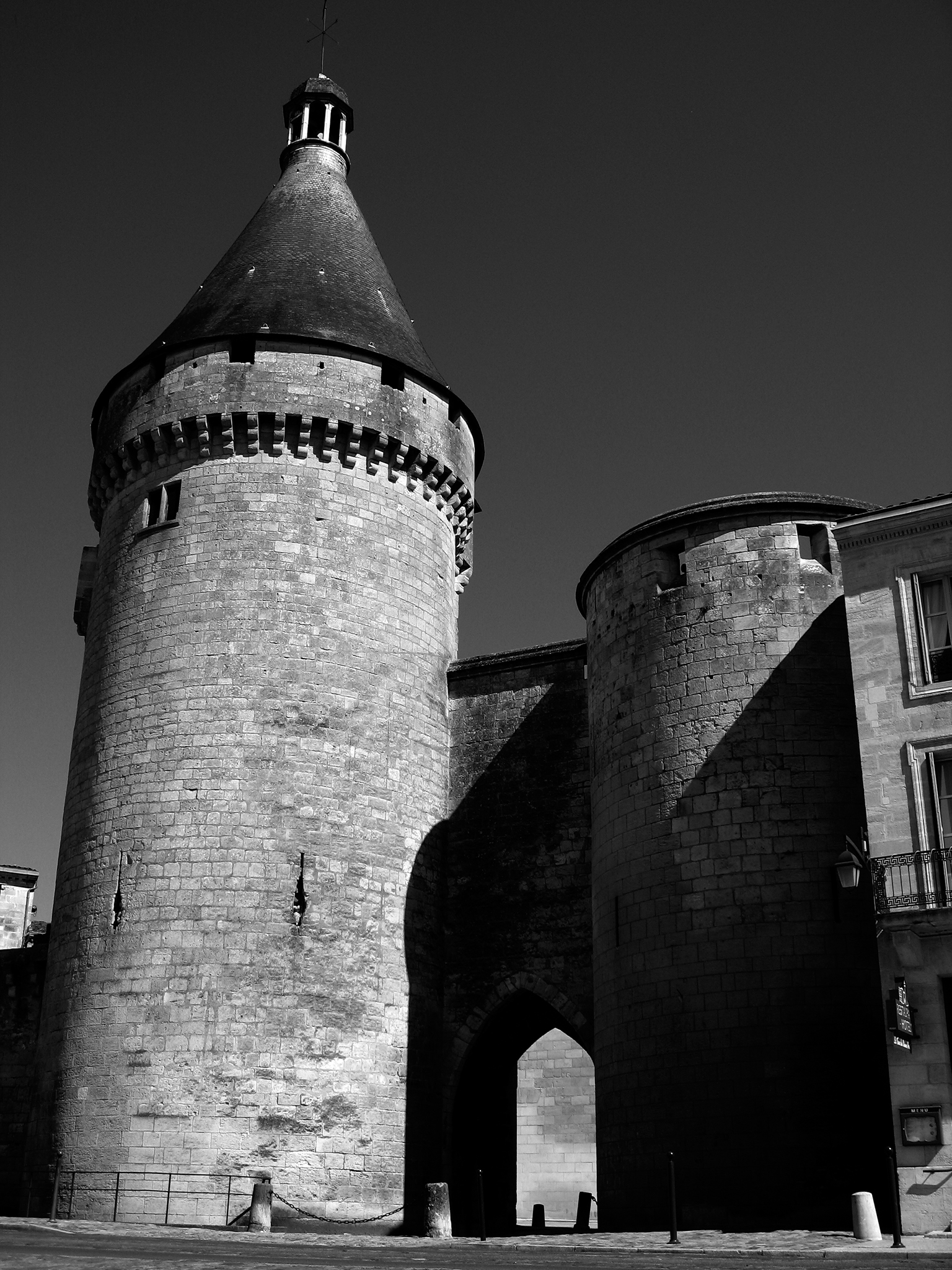
Torre del puerto grande
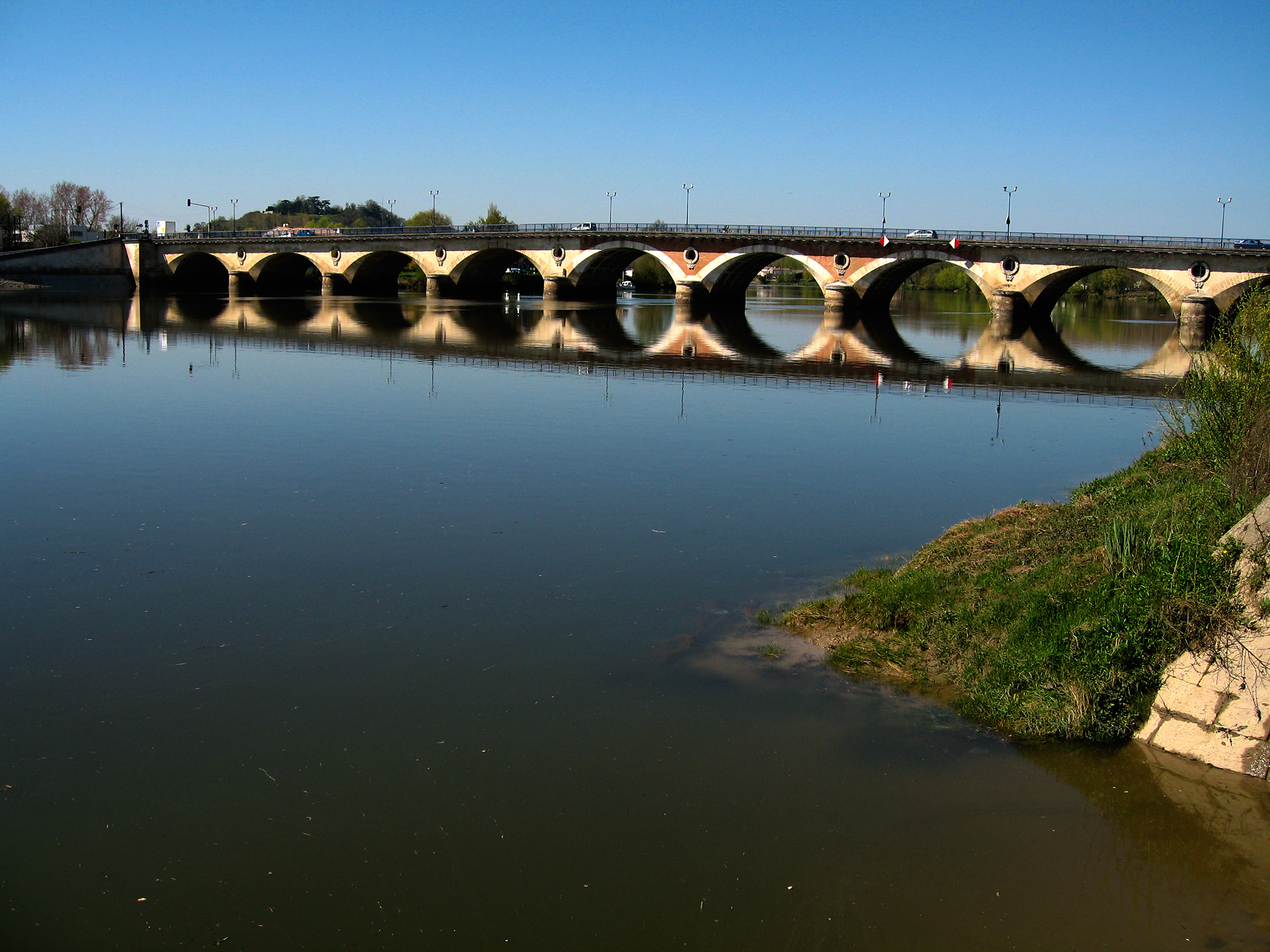
Puente de piedra
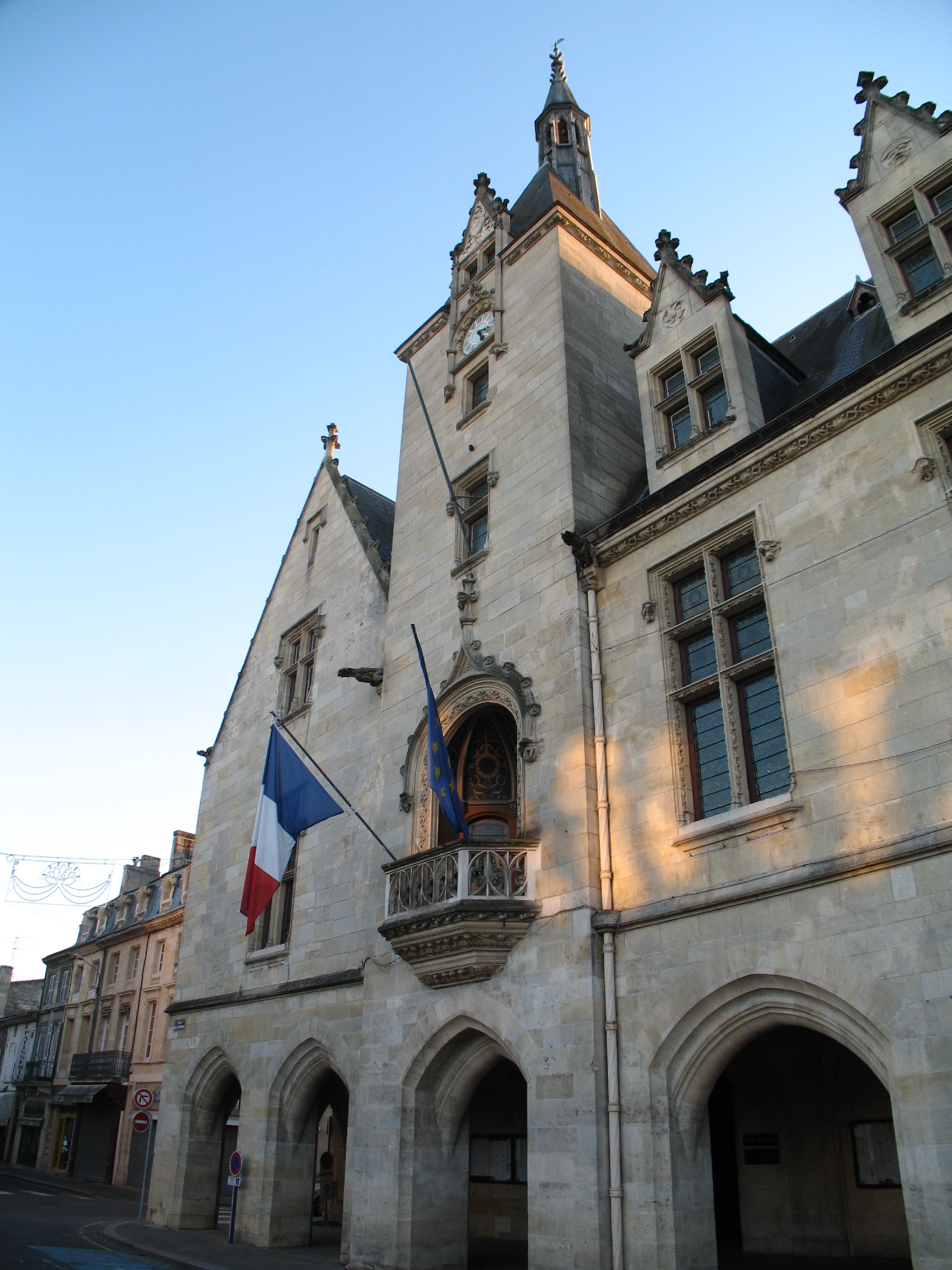
Ayuntamiento
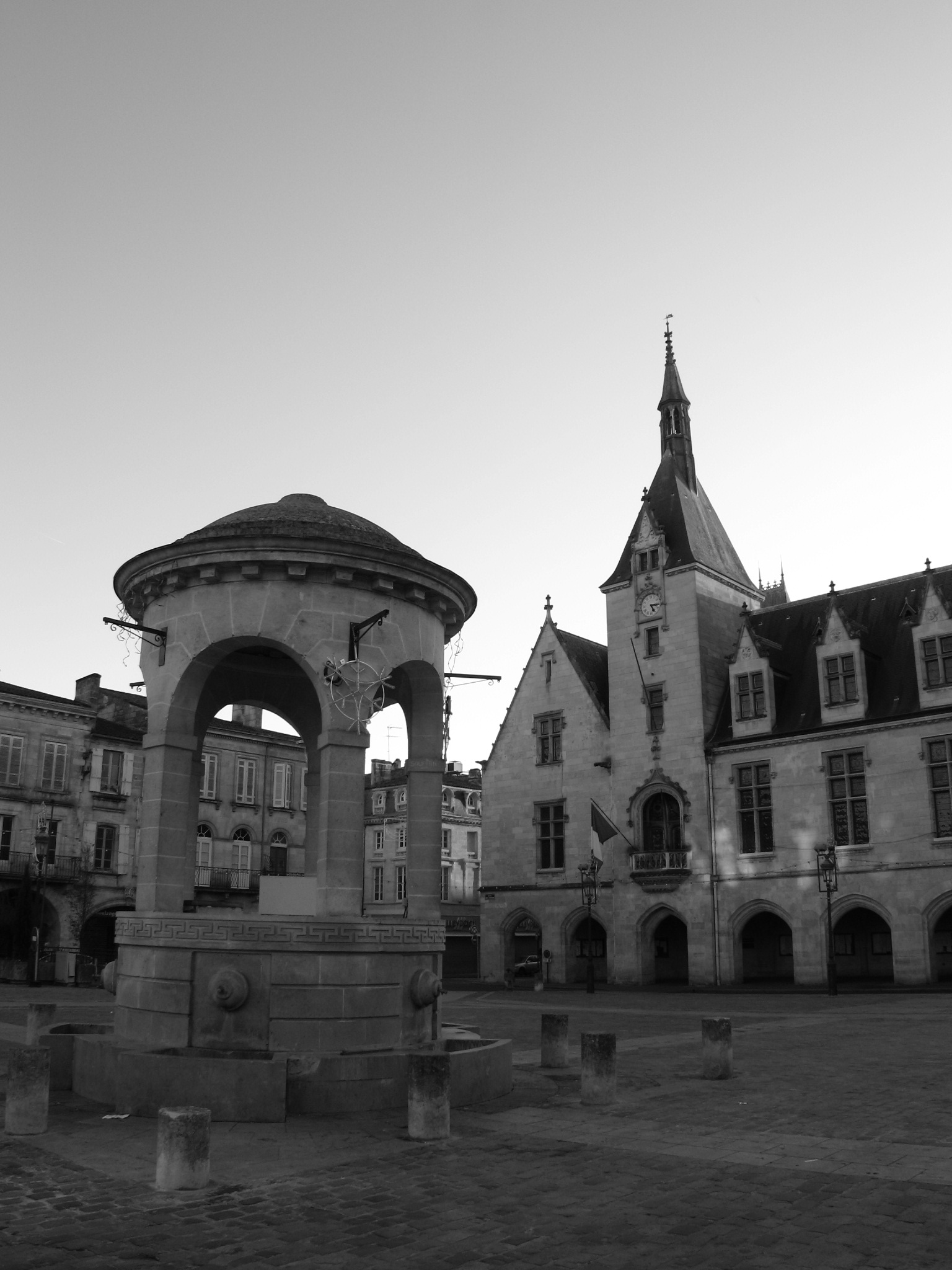
Plaza de Abel Surchamp

### Comunicaciones
Libourne está en el eje que va de Burdeos a Clermont-Ferrand. La Autopista A89 permitirá facilitar las comunicaciones entre Aquitania y Auvernia, Lyon y Suiza.

## Ciudades hermanadas
- Casablanca,  Marruecos
- Logroño,  España